# Amphicnemis madelenae
Amphicnemis madelenae är en trollsländeart som beskrevs av Harry Hyde Laidlaw, Jr. 1913. Amphicnemis madelenae ingår i släktet Amphicnemis och familjen dammflicksländor. Inga underarter finns listade i Catalogue of Life.